# S.T.U.N. Runner
S.T.U.N. Runner è un videogioco arcade simulatore di guida fantascientifico del 1989 sviluppato da Atari Games. Nel 1990 la Domark pubblicò conversioni per diversi home computer e nel 1991 Atari pubblicò una versione per console Atari Lynx.
S.T.U.N. Runner è incluso nelle raccolte Midway Arcade Treasures 3 e Midway Arcade Treasures Deluxe Edition.